# L’Espresso
L’Espresso ist eine italienische Wochenzeitschrift. Neben dem Magazin Panorama zählt L’Espresso zu den bedeutendsten Zeitschriften des Landes. Das Magazin wird von der Verlagsgruppe Gruppo Editoriale L’Espresso herausgegeben, die u. a. auch die Tageszeitung La Repubblica verlegt. Politisch wird das Magazin „linksliberal“ eingeordnet; bekannt ist L’Espresso für investigativen Journalismus.

## Geschichte
Im Jahre 1955 wurde die „Società editrice L’Espresso“ gegründet und unter der Direktion von Arrigo Benedetti entstanden die ersten Veröffentlichungen der Zeitschrift. Am 2. Oktober 1955 wurde die erste Auflage veröffentlicht, 16 Seiten Großformat. 1963 ist Eugenio Scalfari als neuer Direktor berufen worden. Nachdem die Zeitschrift ab 1965 aufgrund farbiger Bilder und farbiger Werbung bunter geworden war, ging es mit der Auflage rasch nach oben und im Jahre 1967 wurde die Grenze vom 100.000 verkauften Zeitschriften pro Auflage erstmals überschritten.
1975 wurde die Gesellschaft umbenannt in „Editoriale L’Espresso“ und im Herbst 1986 wurde die Rubrik Geschäfte & Finanzen (Affari & Finanza) ausgegliedert und zusammen mit der Tageszeitung La Repubblica verteilt.
Anfang der 1990er-Jahre kam die Zeitschrift in den Massenmedien in die Kritik, da das Titelblatt systematisch mit freizügigen Frauen bedeckt war und, laut Meinung vieler Gegner, nur den Zweck erfüllt, die Aufmerksamkeit der Leser und so die Auflage zu steigern. Wie sich herausstellte, hatten diese Bilder nur einen marginalen Effekt und nichts mit den eigentlichen Inhalten zu tun, aber trotzdem wurden ab 2002 keine (halb-)nackten Frauen mehr auf der Titelseite gezeigt.
Nachfolgend auf Eugenio Scalfari ist der Posten als Direktor an Gianni Corbi (1968–1970), Livio Zanetti (1970–1984), Giovanni Valentini (1984–1991), Claudio Rinaldi (1991–1999), Giulio Anselmi (1999–2002) und an Daniela Hamaui (2002–2010) übergegangen. Von 2010 bis 2016 hatte Bruno Manfellotto diesen Posten inne und seit dem 29. Juli 2016 Tommaso Cerno.
Die Zeitschrift wird seit 7. August 2016 wöchentlich am Sonntag (vorher: am Freitag) veröffentlicht und hat Mitte-links orientierte Tendenzen, wie auch La Repubblica, und knausert ebenfalls nicht mit Kritik an den verschiedenen politischen Lagern. Sie ist Mitglied der European Investigative Collaboration (EIC).

## Online
Das Magazin hat ein umfangreiches online-Angebot. Mehrere Blogs namhafter Journalisten, wie Roberto Saviano oder Marco Travaglio, gehören zum Online-Angebot.